# Novel·la didàctica
La novel·la didàctica és aquella novel·la que té com a objectiu principal ensenyar. Pot ser un text divulgatiu que usa un fil narratiu per ser més amè, un assaig que barreja ficció i fets reals en una trama, una novel·la de tesi o bé una al·legoria. Prové de la poesia didàctica del món clàssic.
Alguns exemples famosos són:
- Jataka, del cànon budistam, segle V)
- Hayy ibn Yaqdhan, considerada la primera novel·la filosòfica, segle XII
- Roman de la Rose
- Libro de buen amor, segle XIV
- The Pilgrim's Progress, 1678
- Càndid o l'optimisme
- Siddhartha, 1952
- La Rebel·lió d'Atles, 1957
- El món de Sofia, 1991